# Emanuel García
Emanuel García (Tigre, Buenos Aires, 14 de marzo de 1991) es un actor de teatro y televisión, modelo y ex futbolista argentino,  reconocido por su participación en teleseries como El marginal, Golpe al corazón, Once (O11CE), Educando a Nina, Millenials y en campañas publicitarias.

## Trabajo
- 2015-2022 El marginal Temporadas 1 2,3 y 4 como Arnold.
- 2016 Educando a Nina, como Nico.
- 2017 Golpe al corazón, como Macaco.
- 2018 O11CE, como Xavier.
- 2018 Millenials, como Lauti.

## Directores
- El marginal; Luis Ortega, Adrián Caetano, Alejandro Ciancio, Mariano Ardanaz.
- O11CE; Nicolás Di Cocco.
- Educando a Nina; Mariano Ardanaz.
- Millenials; Augusto Tejeda, Mauro Scandolari.
- Golpe al corazón; Mauro Scandolari.

## Teatro
- 2018 Un Golem, personaje el Golem, director Claudio Tolcachir.
- 2015 Los hijos de Eva.[2]

## Premios
La serie El marginal obtuvo el Martín Fierro al mejor unitario y el Martín Fierro de Oro. También ganó trece premios Tato  y el premio Platino a la mejor serie.